# Смит, Вим
Виллем (Вим) Смит (нидерл. Willem "Wim" Smit; 12 августа 1904, Амстердам — 21 марта 1979, Эйтхорн) — нидерландский футболист, игравший на позиции центрального нападающего, выступал за амстердамский «Аякс».

## Спортивная карьера
В сентябре 1921 года Вим Смит вступил в футбольный клуб «Аякс». На тот момент он проживал в южной части города по адресу Хоббемакаде 29. Его отец тоже был членом клуба, Мартен Смит в сезоне 1921/22 занимал должность комиссара, а с 1923 по 1935 год был вице-президентом «Аякса».
В основном составе «Аякса» он провёл одну официальную игру. Дебютировал 16 сентября 1928 года в матче чемпионата Нидерландов против клуба ВУК, сыграв на позиции центрального нападающего — в гостях его команды потерпела поражение со счётом 4:2.

## Личная жизнь
Вим родился в августе 1904 года в Амстердаме. Отец — Мартен Смит, был родом из Роттердама, мать — Нелтье ван дер Бюнт, родилась в Де Веркене. Помимо Вима, в семье было ещё четверо детей: дочери Йоханна Гертрёйда и Гертрёйда Йоханна, сыновья Йоханнес Фредерик и Мартен Корнелис. Его старший брат Йоп, родившийся в 1903 году, тоже был футболистом — в сезоне 1921/22 он сыграл четыре матча в чемпионате за «Аякс». Его сестра Йоханна Гертрёйда вышла замуж за Андре де Крёйффа, который также выступал за «Аякс».
Женился в возрасте тридцати пяти лет — его избранницей стала 22-летняя Нора Йоханна Пап, уроженка Амстердама. Их брак был зарегистрирован 11 июля 1940 года в Амстердаме. В июле 1941 года у них родился сын Роберт Виллем, а в ноябре 1942 года дочь по имени Нелтье Йоханна. В октябре 1946 года в их семье появился второй сын — Виллем Мартен.
Умер 21 марта 1979 года в возрасте 74 лет в Эйтхорне. Похоронен 26 марта на территории кладбища Зоргвлид в Амстердаме. Его супруга умерла в сентябре 2010 года в возрасте 92 лет.